# 질 바이든
질 트레이시 제이컵스 바이든(영어: Jill Tracy Jacobs Biden, 1951년 6월 3일~)은 미국의 교육자이자 제46대 미국의 대통령 조 바이든의 아내이다. 2021년 1월 20일부터 미국의 퍼스트 레이디로 활동하고 있다. 조 바이든이 제47대 미국의 부통령으로 재임했던 2009년~2017년에는 세컨드 레이디로 활동했다.
고등학교에서 13년간 영어와 독서를 가르치며 교직 생활을 했다. 1993년에서 2008년 델라웨어 테크니컬 커뮤니티 칼리지(Delaware Technical Community College)에서 영어, 작문 강사로 활동했다. 2009년부터 노던 버지니아 커뮤니티 칼리지(NOVA) 영문학 교수로 재직중이다.